# Gloeocapsa sanguinea
Gloeocapsa sanguinea ist eine Blaualge.

## Merkmale
Gloeocapsa sanguinea bildet Kolonien (Coenobien) von mehreren Tochterzellen, die von einer gemeinsamen Gallerthülle umgeben sind. Die Tochterzellen bleiben hierbei von der Membran der Mutterzelle umhüllt, die gebildeten Kolonien zeigen dann ineinander gestapelte Membranen.
Die einzelnen Zellen sind graugrün gefärbt, die Gallerthülle ist von roter Farbe. Die Dauerzellen sind von ebenfalls von einer gallertartigen Hülle umgeben, sie haben eine maximale Größe von 8,6 × 9,7 μm.
Typisch für die Gattung Gloeocapsa, und somit auch für Gloeocapsa sanguinea, ist die Bildung von Gloeocapsin. Es handelt sich um ein extrazelluläres Pigment, von dem angenommen wird, dass es die Zelle vor UV-Strahlen schützt.

## Ökologie
Gloeocapsa sanguinea findet man häufig auf Steinen und Mauern. Die Alge kommt weltweit in Gebirgsregionen vor. Fundorte sind z. B. kalkfreie Gesteine im Hochgebirge. Auch am Küstenbereich des Roten Meeres wurde Gloeocapsa sanguinea identifiziert. Des Weiteren wurde Gloeocapsa sanguinea wurde in hypoarktischen und arktischen Regionen gefunden. Die Alge kann eine rosarote Färbung von Schnee verursachen.
Die Alge wurde auch in einer endolithischen Schicht, also innerhalb von Gesteinen, nachgewiesen. Der Fundort befindet sich in den Inselbergen der
der atlantischen Regenwaldzone im Südosten Brasiliens (zwischen Parati Mirim im Süden bis Serra dos Amores im Norden). Gloeocapsa sanguinea wurde hier zusammen mit Chroococcidiopsis  gefunden.
Gloeocapsa sanguinea bildet auch als Phycobiont mit verschiedenen Pilzen Flechten. Hierzu zählen z. B. Flechtenarten wie Pyrenopsis und Synalissa.